# Korea Południowa na Letnich Igrzyskach Olimpijskich 2008
Koreę Południową na Letnich Igrzyskach Olimpijskich 2008 reprezentowało 267 sportowców w 25 dyscyplinach.
Był to 15. start reprezentacji Korei Południowej na letnich igrzyskach olimpijskich. 13 zdobytych złotych medali było najlepszym wynikiem Korei Południowej na letnich igrzyskach olimpijskich. 

## Zdobyte medale
| Medal  | Zawodnik | Dyscyplina sportowa  | Konkurencja                         |
| ------ | --- | -------------------- | ----------------------------------- |
| Złoto  | Choi Min-ho | Judo                 | do 60 kg mężczyzn                   |
| Złoto  | Park Tae-hwan | Pływanie             | 400 m stylem dowolnym mężczyzn      |
| Złoto  | Joo Hyun-jung Park Sung-hyun Yun Ok-hee | Łucznictwo           | drużynowo kobiet                    |
| Złoto  | Im Dong-hyun Lee Chang-hwan Park Kyung-mo | Łucznictwo           | drużynowo mężczyzn                  |
| Złoto  | Jin Jong-oh | Strzelectwo          | pistolet dowolny 50 m mężczyzn      |
| Złoto  | Sa Jae-hyouk | Podnoszenie ciężarów | do 77 kg mężczyzn                   |
| Złoto  | Jang Mi-ran | Podnoszenie ciężarów | powyżej 75 kg kobiet                |
| Złoto  | Lee Yong-dae Lee Hyo-jung | Badminton            | gra mieszana                        |
| Złoto  | Lim Su-jeong | Taekwondo            | do 57 kg kobiet                     |
| Złoto  | Son Tae-jin | Taekwondo            | do 68 kg mężczyzn                   |
| Złoto  | Hwang Kyung-sun | Taekwondo            | do 67 kg kobiet                     |
| Złoto  | Cha Dong-min | Taekwondo            | powyżej 80 kg mężczyzn              |
| Złoto  | Bong Jung-keun Chong Tae-hyon Han Ki-joo Hyuk Kwon Jang Won-sam Jeong Keun-woo Jin Kab-yong Kang Min-ho Kim Dong-joo Kim Hyung-soo Kim Kwang-hyun Kim Min-jae Ko Young-min Lee Dae-ho Lee Jin-young Lee Jong-wook Lee Seung-yeop Lee Taek-keun Lee Yong-kyu Oh Seung-hwan Park Jin-man Ryu Hyun-jin Song Seung-jun Yoon Suk-min | Baseball             | turniej mężczyzn                    |
| Srebro | Jin Jong-oh | Strzelectwo          | pistolet pneumatyczny 10 m mężczyzn |
| Srebro | Yoon Jin-hee | Podnoszenie ciężarów | do 53 kg kobiet                     |
| Srebro | Wang Ki-chun | Judo                 | do 73 kg mężczyzn                   |
| Srebro | Nam Hyun-hee | Szermierka           | floret indywidualnie kobiet         |
| Srebro | Park Tae-hwan | Pływanie             | 200 m stylem dowolnym mężczyzn      |
| Srebro | Kim Jae-bum | Judo                 | do 81 kg mężczyzn                   |
| Srebro | Park Sung-hyun | Łucznictwo           | indywidualnie kobiet                |
| Srebro | Park Kyung-mo | Łucznictwo           | indywidualnie mężczyzn              |
| Srebro | Lee Hyo-jung Lee Kyung-won | Badminton            | gra podwójna kobiet                 |
| Srebro | Yoo Won-chul | Gimnastyka           | ćwiczenia na poręczach mężczyzn     |
| Brąz   | Park Eun-chul | Zapasy               | styl klasyczny mężczyzn             |
| Brąz   | Yun Ok-hee | Łucznictwo           | indywidualnie kobiet                |
| Brąz   | Jeong Gyeong-mi | Judo                 | do 78 kg kobiet                     |
| Brąz   | Hwang Ji-man Lee Jae-jin | Badminton            | gra podwójna mężczyzn               |
| Brąz   | Dang Ye-seo Kim Kyung-ah Park Mi-young | Tenis stołowy        | drużynowo kobiet                    |
| Brąz   | Oh Sang-eun Ryu Seung-min Yoon Jae-young | Tenis stołowy        | drużynowo mężczyzn                  |
| Brąz   | Kim Jung-joo | Boks                 | waga półśrednia (do 69 kg) mężczyzn |
| Brąz   | An Jung-hwa Bae Min-hee Choi Im-jeong Hong Jeong-ho Huh Soon-young Kim Cha-youn Kim Nam-sun Kim O-na Lee Min-hee Moon Pil-hee Oh Seong-ok Oh Yong-ran Park Chung-hee Song Hai-rim | Piłka ręczna         | turniej kobiet                      |